# Antelope Canyon

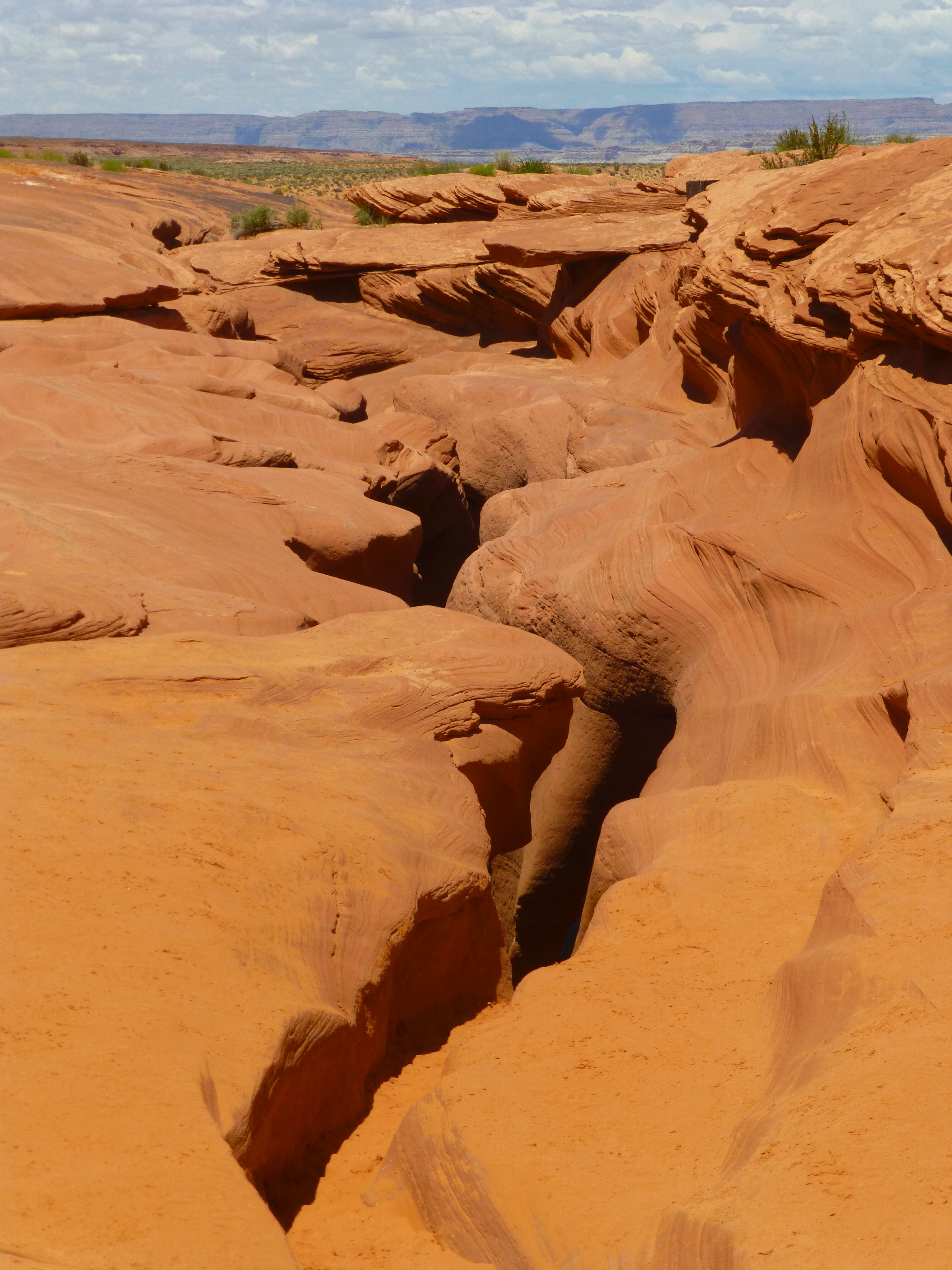
Lower Antelope Canyon Ausstieg (Juni 2015)

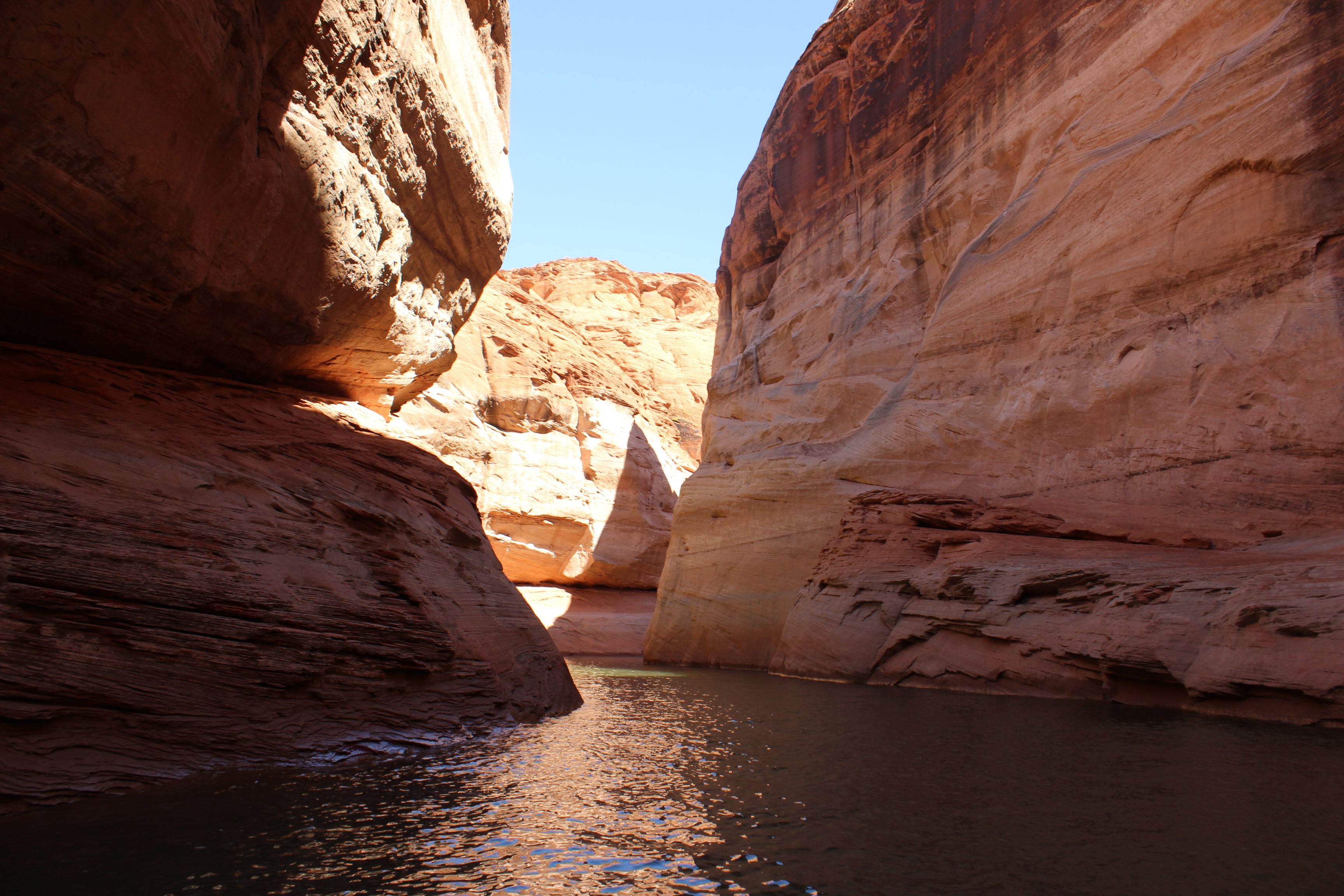
Mit dem Motorboot im nördlichen Teil des Antelope Canyons

Der Antelope Canyon ist der meistbesuchte Slot Canyon im Südwesten der Vereinigten Staaten. Er besteht aus dem Upper Antelope Canyon und dem Lower Antelope Canyon und befindet sich in der Nähe von Page in Arizona. Er wurde vom Antelope Creek gebildet, einem etwa 30 km langen und nur selten nach Sturzregen im Ursprungsgebiet in den Mormon Ridges wasserführenden Bach. Der Bach und seine Canyons verlaufen in etwa parallel zu den Rocky Mountains von Südsüdost nach Nordnordwest in einer auf dem Colorado-Plateau häufigen Kluftrichtung.
Neben den beiden Slot Canyons wird auch ein vom Lake Powell überfluteter Seitencanyon als Antelope Canyon bezeichnet; dieser ist auf einer Länge von wenigen Kilometern mit Booten befahrbar. In diesem Bereich ist die Schlucht an den engsten Stellen etwa 10 m breit.

## Lage und Begehbarkeit
Die Antelope Canyons liegen in der Nähe des Lake Powell in der Navajo-Nation-Reservation im Lake Powell Tribal Park. Die meiste Zeit über sind beide Canyonteile trocken und zugänglich. Wenn Regenfälle angekündigt sind, besteht für die Canyons auf Grund der Gefahr von Sturzfluten ein Betretungsverbot. 1997 kamen bei einer solchen Sturzflut – die außerhalb der Canyons völlig unspektakulär verläuft – im Lower Antelope Canyon elf Touristen ums Leben. Beide Canyons sind nur mit geführten kostenpflichtigen Touren begehbar. Da sich beide Canyons im Navajo-Reservat befinden, wird zusätzlich eine Gebühr für das Betreten des Reservats erhoben. Die Gebühr ist für beide Canyons gültig. Der Transport zum Upper Canyon geschieht im Rahmen der Tour über Geländewagen. Der Lower Canyon wird über einen kurzen Fußweg erreicht.

## Upper Antelope Canyon
Der Upper Antelope Canyon, auf Navajo Tsé bighánílíní (etwa: „der Platz, an dem das Wasser durch die Felsen strömt“), gilt als Tipp für Fotografen, weil sich hier durch die Erosion des roten Sandsteins, der Teil der Moenkopi-Formation ist, außergewöhnliche Formen gebildet haben. Hauptsächlich in den Sommermonaten ergeben sich durch die von oben hereinscheinende Sonne die sogenannten Beams, die vor allem um die Mittagszeit oft für fantastische Farb- und Lichtspiele sorgen. Der Upper Antelope Canyon ist ebenerdig begehbar, bis zu 44,3 m tief und hat eine Länge von etwa 400 m.

## Lower Antelope Canyon
Der Lower Antelope Canyon, den die Navajos Hazdistazí (etwa: „gewundene Felsbögen“) nennen, liegt einige Kilometer vom Upper Canyon entfernt. Durch den unbequemeren Ein- bzw. Ausstieg über Stahlstreben und -leitern und die nicht so zahlreich vorhandenen Beams ist der Lower Canyon etwas weniger frequentiert. Die Lichtverhältnisse sind hier vormittags und am frühen Nachmittag am besten.

## Nördlicher Teil des Antelope Canyons
Der nördliche Teil des Antelope Canyons kann mit Motorbooten oder Paddelbooten befahren werden. Von der Wahweap Marina kommend hält man sich südlich des Antelope Islands und zweigt in den ersten Seitenarm nach rechts ab. Die Schlucht wird immer enger, nach einigen Kilometern beendet eine Sandbank den Wasserweg. Auch dieser Weg bietet speziell am späteren Nachmittag eindrucksvolle Lichtspiele und ist ohne separaten Eintritt befahrbar. Tage- oder stundenweise gemietete Motorboote müssen allerdings bis spätestens 17 Uhr zurückgegeben werden.